# Larva migrans
Larva migrans är en hakmaskinfektion, som oftast uppträder på fötter (40%), skinkor (20%) eller buk (15%). Infektionen sprids främst av hundars och katters avföring på badstränder i varmt klimat.

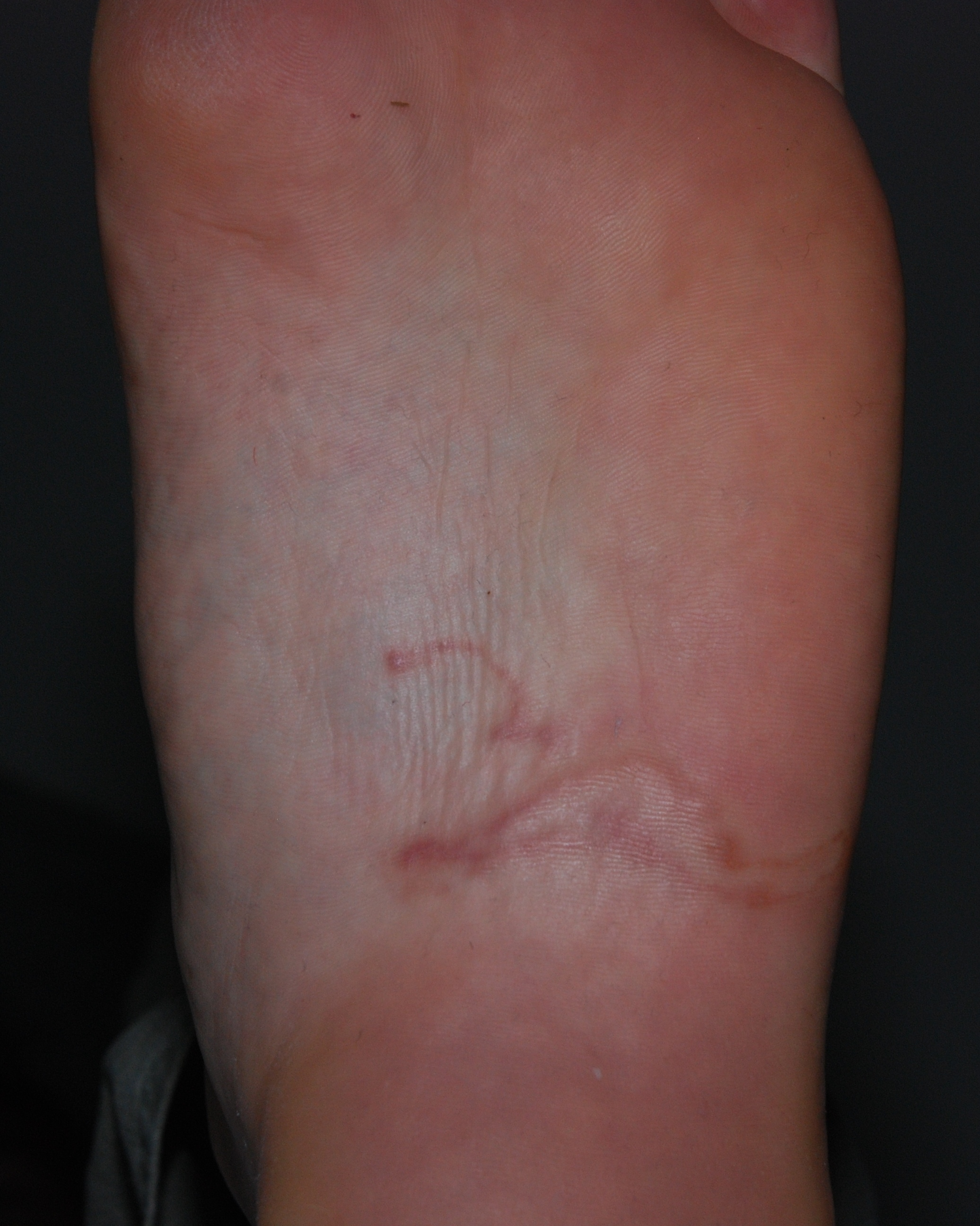
Larva migrans i fotsulan

## Infektionsplatser
Östra USA (från New Jersey till Texas, dock vanligast i Florida), Västindien, Centralamerika, Sydamerika, Afrika, Sydostasien.

## Infekterande arter
Ancylostoma braziliense (vanligast i Amerika), Ancylostoma tubaeforme (hund), Ancylostoma caninum (hund), Ancylostoma ceylanicum (hund), Uncinaria stenocephala (hund), Bunostomum phlebotomum (boskap), Gnathostoma (katt, hund, gris), Capillaria (gnagare, katter, hundar, fjäderfä), Strongyloides myopotami, Strongyloides papillosus och Strongyloides westeri.

## Klinisk bild
Man ser ett 2–4 mm brett upphöjt rodnat slingrande spår i huden. Ibland små blåsor. Flyttar sig med en hastighet på 2–20 mm/dag.
Hos djur kan larven penetrera överhuden och invadera djupare in i kroppen, men detta är inte möjligt hos människa. Larven dör därför spontant inom veckor till månader, eftersom den inte kan fortsätta sin livscykel. Människor infekteras av misstag och för masken är människa en ”dead end host”. 
Det är ett immunsvar som ger upphov till det kliande röda spåret och larven befinner sig vanligen 10–20 mm bortom spårets slut.

## Behandling
Infektionen går alltså över spontant, men om man vill skynda på förloppet brukar man ge antihelmintika (maskdödande medel). Vid svår klåda kan kortisonkrämer förskrivas.